# Eupithecia maleformata
Eupithecia maleformata là một loài bướm đêm trong họ Geometridae.